# Willem II in het seizoen 1967/68
Het seizoen 1967/1968 was het 14e jaar in het bestaan van de Tilburgse betaaldvoetbalclub Willem II. De club kwam uit in de Eerste divisie en eindigde daarin op de vierde plaats. Tevens deed de club mee aan het toernooi om de KNVB Beker, hierin werd in de tweede ronde verloren van Veendam (1–3).

## Wedstrijdstatistieken

### Eerste divisie
|       | AZ '67 | Blauw-Wit | FC Den Bosch '67 | SC Cambuur | D.F.C. | Eindhoven | Elinkwijk | Haarlem | Heracles | Holland Sport | HVC   | RBC   | RCH   | SVV   | Velox | Vitesse | FC VVV | Willem II |
| ----- | ------ | --------- | ---------------- | ---------- | ------ | --------- | --------- | ------- | -------- | ------------- | ----- | ----- | ----- | ----- | ----- | ------- | ------ | --------- |
| Thuis | 0 – 0  | 3 – 0     | 1 – 2            | 3 – 0      | 4 – 2  | 0 – 1     | 1 – 2     | 4 – 1   | 3 – 1    | 1 – 3         | 4 – 1 | 2 – 0 | 3 – 0 | 2 – 1 | 3 – 0 | 0 – 1   | 6 – 3  | 4 – 0     |
| Uit   | 2 – 2  | 2 – 2     | 1 – 3            | 1 – 2      | 2 – 1  | 0 – 2     | 1 – 2     | 1 – 0   | 0 – 1    | 3 – 1         | 2 – 0 | 2 – 0 | 2 – 2 | 1 – 1 | 1 – 2 | 1 – 2   | 0 – 0  | 0 – 2     |

### KNVB beker
| Groepsfase                                           | Baronie                              | 3 – 5 (1 – 2) | Willem II                                            |
| 25 februari 1968 Plaats: Breda De Blauwe Kei         | Gerrie Deijkers 7', –' Cees Heijboer |               | –', –', –' Ger Saris 50' Rini Mettes 82' Dom Hakkens |
| Groepsfase                                           | Willem II                            | 1 – 1 (1 – 1) | NOAD                                                 |
| 10 maart 1968 Plaats: Tilburg Gemeentelijk Sportpark | Ger Saris 30'                        |               | 21' Cas Janssens                                     |
| Groepsfase                                           | Willem II                            | 2 – 0 (1 – 0) | NAC                                                  |
| 24 maart 1968 Plaats: Tilburg Gemeentelijk Sportpark | Ger Saris 15', 90'                   |               |                                                      |
| 1e ronde                                             | Veendam                              | 3 – 1 (2 – 0) | Willem II                                            |
| 28 april 1968 Plaats: Veendam De Langeleegte         | Rikkert La Crois 17', 20', 65'       |               | 78' Piet Timmermans                                  |

## Statistieken Willem II 1967/1968

### Eindstand Willem II in de Nederlandse Eerste divisie 1967 / 1968
| Stand | Gespeeld | Gewonnen | Gelijk | Verloren | Punten | Doelpunten voor | Doelpunten tegen |
| ----- | -------- | -------- | ------ | -------- | ------ | --------------- | ---------------- |
| 4e    | 36       | 20       | 6      | 10       | 46     | 69              | 40               |

### Topscorers
| #      | Naam                 | Goal |
| ------ | -------------------- | ---- |
| 1.     | Ger Saris            | 23   |
| 2.     | Piet Timmermans      | 14   |
| 3.     | Dom Hakkens          | 11   |
| 4.     | Rini Mettes          | 8    |
| 5.     | Jan Hordijk          | 6    |
| 6.     | Bertus van den Oever | 3    |
| 7.     | Frans Roemgens       | 2    |
| 8.     | Koos de Gooijer      | 1    |
| 8.     | Joop Ooms            | 1    |
| Totaal | Totaal               | 69   |

| #      | Naam            | Goal |
| ------ | --------------- | ---- |
| 1.     | Ger Saris       | 6    |
| 2.     | Dom Hakkens     | 1    |
| 2.     | Rini Mettes     | 1    |
| 2.     | Piet Timmermans | 1    |
| Totaal | Totaal          | 9    |

## Voetnoten
AZ '67 ·
Blauw-Wit ·
Cambuur ·
FC Den Bosch '67 ·
D.F.C. ·
Elinkwijk ·
Eindhoven ·
Haarlem ·
Heracles ·
Holland Sport ·
HVC ·
RBC ·
RCH ·
SVV ·
Velox ·
Vitesse ·
De Volewijckers ·
FC VVV ·
Willem II